# Daniel Danielsen Trosner
|  | Sammenskrivningsforslag Artiklen Daniel Danielsen Trosner er foreslået føjet ind i Matros Trosners dagbog. (Siden maj 2018) Diskutér forslaget |

Daniel Danielsen Trosner (født 1689, død 1741) var en norsk sømand, der gjorde tjeneste i den Dansk-norske flåde.
Han førte dagbog om bord på dansk-norske orlogsskibe fra den 3. april 1710 til den 19. januar 1714. Manuskriptet blev købt af det norske riksarkiv den 15. juni 1883 for 50 n.kr. (svarende til ca. 4.000 NOK i 2023) af medicinstuderende Hjalmar Wedøe (1861-1933) under betegnelsen ”en dagbok ført paa Flaaten 1710-13 af Daniel Olsøn Sæbø i Bokn Sogn”. Det blev henlagt i Rikarkivets manuskriptsamling under nr. 48 med acces, forfatter af Matros Trosners dagbog 1710-1714. Matros Daniel Trosner var om bord på dansk-norske orlogsskibe under Den store nordiske krig.
Daniel Trosner kom fra en storbonde på gården Trosnavåg i Bokn Sogn, Rogaland nær Haugesund. Før han kom til flåden havde han angiveligt sejlet i et par år, men ses ikke at have fået en speciel uddannelse. Efter 1714 kom han hjem til Trosnavåg, som han førte videre indtil sin død. Daniel Trosner kom til København den 23. oktober 1709, og gjorde i den anførte periode tjeneste om bord på skibene Dannebroge, Gyldenløve, Højenhald, Printz Wilhelm, Printz Christian og Beskiærmeren. Han står opført på mandskabslisterne som matros, men ellers kendes hans funktion om bord ikke.